# Volker Schliack
OMR Volker Schliack (* 21. Juli 1921; † 25. Juli 2020 in Berlin) war ein deutscher Arzt und Hochschullehrer. Er gilt als Pionier und Wegbereiter der Diabetologie in der DDR.

## Leben

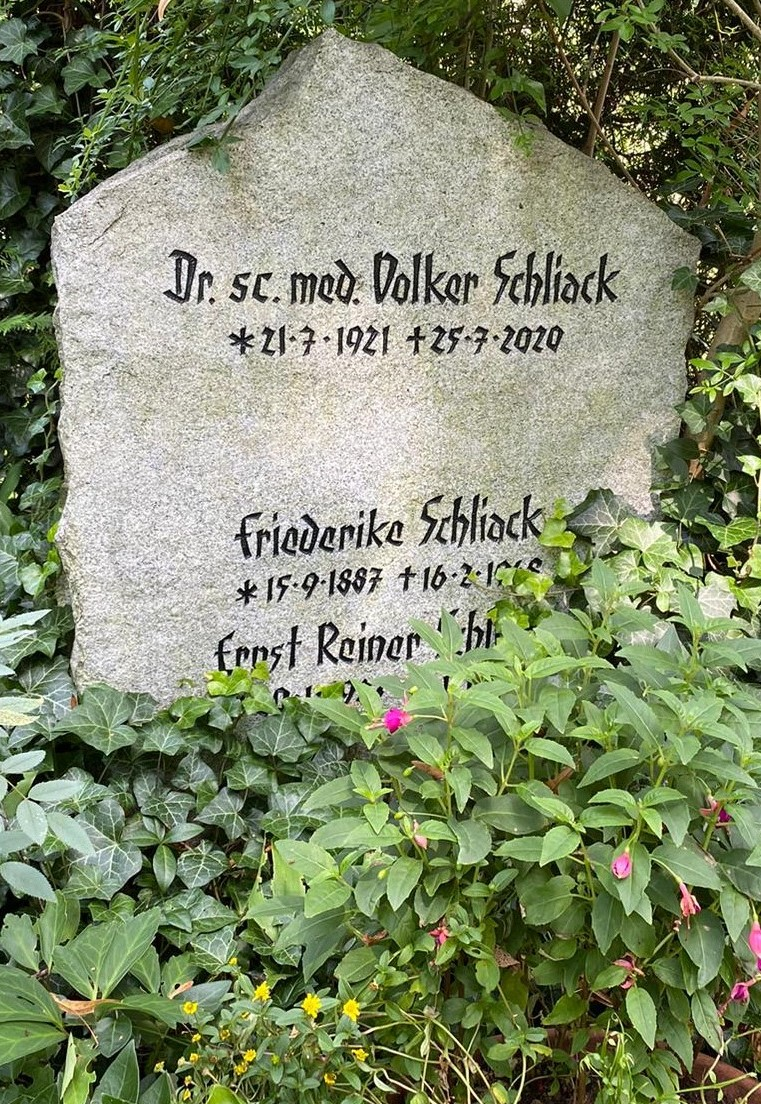
Grabstätte auf dem Friedhof Kaulsdorf

Schliack begann nach seinem Studium der Humanmedizin seine Ausbildung in der Diabetologie bei Gerhardt Katsch. 1950 promovierte er mit einer weit anerkannten Arbeit, bei der er feststellte, dass die Häufigkeit von Diabeteserkrankungen bis zu zehnmal häufiger war, als bis dahin angenommen, zum "Dr. sc med.". In der Folge engagierte sich Schliack insbesondere in der Früherkennung und Diagnostik von Diabeteserkrankungen. Er führte dazu den bis heute üblichen standardisierten oralen Glukosetoleranztest mit Einnahme von 75g Glucose ein.
1955 leitete Schliack auch in Westdeutschland Reihenuntersuchungen zur Erkennung der Häufigkeit von Diabeteserkrankungen.
Schliack wurde 1958 zum Direktor der Zentralstelle für Diabetes und Stoffwechselkrankheiten in der Berlin berufen, wo er die diabetologische Versorgung der Ost-Berliner Bevölkerung organisierte. Hierfür verfolgte er einen streng interdisziplinären Ansatz und schuf eine Anlaufstelle in jedem Stadtbezirk, die mit der Zentralstelle in Verbindung standen. Zusätzlich leitete er eine große Klinik für Diabetes und Stoffwechselkrankheiten, die über eine zum damaligen Zeitpunkt revolutionäre Nachtklinik verfügte.
Schliack war Lehrbeauftragter für das Fach der Diabetologie an der Charité Berlin. Er galt international als anerkannte Fachpersönlichkeit auf dem Gebiet der Diabetologie.
1986 trat Schliack in den Ruhestand. Er verstarb wenige Tage nach Vollendung seines 99. Lebensjahres und wurde auf dem Friedhof Kaulsdorf beigesetzt.

## Wirken
- Gründungsmitglied der Deutschen Diabetes-Gesellschaft
- Gründung des Internationalen Komitees für Diabetessuche der Internationalen Diabetes Federation (IDF) und der Europäischen Studiengruppe für Diabetesepidemiologie
- Begründung des Diabetesregisters der DDR

## Ehrungen
- Gerhardt-Katsch-Medaille der Deutschen Diabetes-Gesellschaft
- Ehrenmitgliedschaft der Deutschen Diabetes-Gesellschaft
- Georg-Klemperer-Medaille der Ärztekammer Berlin

## Publikationen
- "Zur Frage von Syntropien beim Diabetes mellitus nebst statist. Angaben über unser Krankengut u.d. diabetische Bevölkerung unseres Einzugsgebietes", Inauguraldissertation, Greifswald 1950
- "Statistisch – klinische Diabetesfragen : Aus dem Forschungsinstitut für Diabetes, Garz/Rügen – Karlsburg/Greifswald. Lebensalter, Häufigkeit, Insulinbedarf, Behandlungsfrequenz, Syntropieprobleme", Leipzig: Geest & Portig, 1953
- "Statistisch-klinische Diabetesfragen : Lebensalter – Häufigkeit – Insulinbedarf – Behandlungsfrequenz – Syntropieprobleme", Leipzig: Akademische Verlagsgesellschaft, 1953
- "Manifestation und Komplikationen des Diabetes mellitus", Berlin, Akademie für Ärztliche Fortbildung der DDR, 1983